# Gmail
Gmail 또는 지메일은 구글의 사서함 서비스 제공자이다. 전 세계에서 가장 큰 이메일 서비스로, 18억 명의 사용자를 보유하고 있다. 웹 브라우저(웹 메일), 모바일 앱 또는 POP 및 IMAP 프로토콜을 통해 서드파티 이메일 클라이언트를 통해 접근할 수 있다. 사용자들은 비 Gmail 이메일 계정을 Gmail 받은 편지함에 연결할 수도 있다. 이 서비스는 2004년 구글 메일이라는 베타 버전으로 출시되었으며, 2009년에 베타를 벗어났다.
이 서비스는 개인 사용자를 위해 15 기가바이트의 무료 저장 공간을 제공하며, 여기에는 구글 드라이브 및 구글 포토와 같은 다른 구글 서비스 사용량이 포함된다. 이 한도는 구글 원 유료 구독을 통해 늘릴 수 있다. 사용자들은 첨부 파일을 포함하여 최대 50 메가바이트 크기의 이메일을 수신할 수 있으며, 최대 25메가바이트 크기의 이메일을 보낼 수 있다. Gmail은 구글 드라이브와의 통합을 지원하여 더 큰 첨부 파일을 보낼 수 있도록 한다. Gmail 인터페이스는 검색 엔진과 인터넷 포럼과 유사한 "대화 보기"를 지원한다. 이 서비스는 Ajax를 초기에 채택하여 웹 개발자들 사이에서 유명하다.
구글의 메일 서버는 스팸 및 악성 코드를 걸러내기 위해 자동으로 이메일을 스캔한다.
대한민국 검찰에서 지메일 사용을 자료 은폐 시도로 판단하여 구속 영장을 신청한 적이 있다. 안드로이드의 플레이스토어와와 유튜브를 이용하는데 사용된다.

## 기능

### 저장 공간
2004년 4월 1일, Gmail은 1 기가바이트 (GB)의 저장 공간으로 출시되었으며, 이는 당시 경쟁사들이 제공했던 것보다 훨씬 많은 양이었다.
Gmail 출시 1주년인 2005년 4월 1일, 저장 공간 한도는 2기가바이트로 두 배가 되었다. Gmail의 제품 관리 이사인 조르주 하릭은 구글이 "사람들에게 영원히 더 많은 공간을 제공할 것"이라고 밝혔다.
2007년 10월, Gmail은 경쟁사 야후와 마이크로소프트의 최근 변경 사항에 따라 저장 공간을 4기가바이트로 늘렸다.
2012년 4월 24일, 구글은 구글 드라이브 출시의 일환으로 Gmail에 포함된 저장 공간을 7.5기가바이트에서 10기가바이트("계속 증가")로 늘린다고 발표했다.
2013년 5월 13일, 구글은 Gmail, 구글 드라이브, 구글+ 포토 간의 전체 저장 공간 통합을 발표하여 사용자들에게 세 서비스에서 15기가바이트의 포함된 저장 공간을 허용했다.
2018년 8월 15일, 구글은 구글 원을 출시했는데, 이는 사용자들이 월별 구독 계획을 통해 Gmail, 구글 드라이브 및 구글 포토에서 공유되는 추가 저장 공간을 구매할 수 있는 서비스이다. 2021년 현재, 최대 15기가바이트의 저장 공간이 포함되며, 개인 사용을 위해 최대 2 테라바이트까지 유료 요금제가 제공된다.
개별 Gmail 메시지에도 저장 한도가 있다. 초기에는 모든 첨부 파일을 포함하여 한 메시지가 25 메가바이트보다 클 수 없었다. 2017년 3월에 이는 최대 50메가바이트의 이메일을 수신할 수 있도록 변경되었지만, 이메일 전송 한도는 25메가바이트로 유지되었다. 더 큰 파일을 보내려면 사용자는 구글 드라이브에서 메시지에 파일을 삽입할 수 있다.

### 인터페이스
Gmail의 사용자 인터페이스는 처음에는 검색 및 이메일의 대화 쓰레드에 중점을 두어 다른 웹메일 시스템과 차별화되었다. 이는 두 명 이상의 사람들 간의 여러 메시지를 단일 페이지에 묶는 방식이었으며, 나중에 경쟁사들이 모방했다. Gmail의 사용자 인터페이스 디자이너인 케빈 폭스는 사용자들이 마치 항상 한 페이지에 머물면서 그 페이지의 내용을 변경하는 것처럼 느끼도록 의도했으며, 다른 곳으로 이동할 필요가 없도록 했다.
Gmail의 인터페이스는 또한 '라벨'(태그)을 사용한다. 이는 기존의 폴더를 대체하고 이메일을 정리하는 더 유연한 방법을 제공한다. 또한 수신 이메일을 자동으로 정리, 삭제 또는 다른 주소로 전달하는 필터 기능과 메시지를 자동으로 '중요'로 표시하는 중요도 표시 기능도 있다.
2011년 11월, 구글은 Gmail의 외관을 "단순화"하여 제품 및 서비스 전반에 걸쳐 일관된 모습을 제공하기 위한 인터페이스 재디자인을 시작했다. 이는 전체적인 구글 디자인 변경의 일환이었다. 대폭 재디자인된 요소에는 간소화된 대화 보기, 구성 가능한 정보 밀도, 새로운 고품질 테마, 항상 보이는 라벨과 연락처를 가진 크기 조절 가능한 탐색 모음, 그리고 향상된 검색 기능이 포함되었다. 사용자들은 공식 출시 몇 달 전부터 새로운 인터페이스 디자인을 미리 볼 수 있었고, 2012년 3월까지는 이전 인터페이스로 되돌릴 수도 있었다. 이후 구글은 되돌리기 기능을 중단하고 모든 사용자에게 새로운 디자인으로 전환을 완료했다.
2013년 5월, 구글은 Gmail 받은 편지함을 업데이트하여 애플리케이션이 사용자의 이메일을 분류할 수 있는 탭을 추가했다. 다섯 가지 탭은 다음과 같다: 기본, 소셜, 프로모션, 업데이트, 포럼. 사용자 정의 옵션 외에도, 전체 업데이트를 비활성화하여 사용자들이 기존의 받은 편지함 구조로 돌아갈 수 있도록 했다.
2018년 4월, 구글은 Gmail에 새로운 웹 UI를 도입했다. 새로운 재디자인은 구글의 머티리얼 디자인을 따르며, 사용자 인터페이스의 변경 사항에는 구글의 Product Sans 폰트 사용이 포함된다. 다른 업데이트에는 보낸 사람이 민감한 메시지의 만료일을 설정하거나 메시지를 완전히 취소할 수 있는 기밀 모드, 통합 권한 관리 및 2단계 인증이 포함된다.
2020년 11월 16일, 구글은 Gmail에서 스마트 기능 및 개인 맞춤 설정을 위한 새로운 설정을 발표했다. 새로운 설정에 따라 사용자들은 Gmail, Chat, Meet에서 자신의 데이터를 제어할 수 있게 되었으며, 스마트 작성 및 스마트 답장과 같은 스마트 기능을 제공했다.
2021년 4월 6일, 구글은 모든 Gmail 사용자에게 구글 챗 및 룸(초기 액세스) 기능을 출시했다.
2022년 7월 28일, 구글은 모든 Gmail 사용자에게 머티리얼 유를 출시했다.

### 스팸 필터
Gmail의 스팸 필터링은 커뮤니티 기반 시스템을 특징으로 한다. 사용자가 이메일을 스팸으로 표시하면, 이 정보는 모든 Gmail 사용자에게 유사한 향후 메시지를 식별하는 데 도움이 된다.
2018년 4월 업데이트에서 스팸 필터링 배너는 더 크고 굵은 글자로 재디자인되었다.

### Gmail Labs
2008년 6월 5일에 도입된 Gmail Labs 기능은 사용자들이 Gmail의 새롭거나 실험적인 기능을 테스트할 수 있게 해준다. 사용자들은 Labs 기능을 선택적으로 활성화 또는 비활성화하고 각 기능에 대한 피드백을 제공할 수 있다. 이를 통해 Gmail 엔지니어는 새로운 기능에 대한 사용자 의견을 얻어 기능을 개선하고 인기를 평가할 수 있다.
"전송 취소" 옵션과 같은 인기 있는 기능은 종종 Gmail Labs에서 "졸업"하여 Gmail의 정식 설정이 된다.
모든 Labs 기능은 실험적이며 언제든지 종료될 수 있다.

### 검색
Gmail은 이메일 검색을 위한 검색 바를 포함한다. 검색 바는 연락처, 구글 드라이브에 저장된 파일, 구글 캘린더의 이벤트, 구글 사이트도 검색할 수 있다.
2012년 5월, Gmail은 사용자의 이메일에서 자동 완성 예측을 포함하도록 검색 기능을 개선했다.
Gmail의 검색 기능은 단어 조각(부분 단어 검색이라고도 함) 검색을 지원하지 않는다. 해결 방법이 존재한다.

### 언어 지원
2015년 3월 기준, Gmail 인터페이스는 72개 언어를 지원하며, 다음을 포함한다: 아랍어, 바스크어, 불가리아어, 카탈루냐어, 중국어 (간체), 중국어 (번체), 크로아티아어, 체코어, 덴마크어, 네덜란드어, 영어 (영국), 영어 (미국), 에스토니아어, 핀란드어, 프랑스어, 독일어, 그리스어, 구자라트어, 히브리어, 힌디어, 헝가리어, 아이슬란드어, 인도네시아어, 이탈리아어, 일본어, 칸나다어, 한국어, 라트비아어, 리투아니아어, 말레이어, 말라얄람어, 마라티어, 노르웨이어 (보크몰), 오리야어, 페르시아어, 폴란드어, 펀자브어, 포르투갈어 (브라질), 포르투갈어 (포르투갈), 루마니아어, 러시아어, 세르비아어, 싱할라어, 슬로바키아어, 슬로베니아어, 스페인어, 스웨덴어, 타갈로그어 (필리핀어), 타밀어, 텔루구어, 태국어, 튀르키예어, 우크라이나어, 우르두어, 베트남어, 웨일스어 및 줄루어.

#### 언어 입력 스타일
2012년 10월, 구글은 Gmail에 100개 이상의 가상 키보드, 음역, 입력기를 추가하여 사용자들이 키보드 언어에 "제한받지 않고" 다양한 언어로 글을 쓸 수 있도록 했다.
2013년 10월, 구글은 Gmail에 필기 입력 지원을 추가했다.
2014년 8월, Gmail은 라틴 알파벳 외의 악센트 기호 및 문자를 포함하는 주소에서 이메일을 보내고 받을 수 있도록 허용한 최초의 주요 이메일 제공업체가 되었다.

## 플랫폼

### 웹 브라우저
현대적인 AJAX 버전은 구글 크롬, 모질라 파이어폭스, 마이크로소프트 엣지 및 사파리 웹 브라우저의 현재 및 이전 주요 릴리스에서 지속적으로 공식적으로 지원된다.
Gmail의 "기본 HTML" 버전은 거의 모든 브라우저에서 작동한다. 이 버전의 Gmail은 2024년 1월부터 중단되었다.
2011년 8월, 구글은 오프라인에서도 서비스에 접속할 수 있도록 HTML5 기반 앱인 Gmail 오프라인을 출시했다. Gmail 오프라인은 구글 크롬 브라우저에서 실행되며 크롬 웹 스토어에서 다운로드할 수 있다.
iOS 및 안드로이드의 기본 앱 외에도 사용자는 모바일 장치의 웹 브라우저를 통해 Gmail에 액세스할 수 있다.

### 모바일
Gmail은 iOS 기기 (아이폰, 아이패드, 아이팟 터치 포함) 및 안드로이드 기기용 네이티브 애플리케이션을 제공한다.
2014년 11월, 구글은 Gmail 안드로이드 앱에 POP 또는 IMAP을 통해 비 Gmail 주소(Yahoo! 메일 및 Outlook.com 등)에서 이메일을 보내고 받을 수 있는 기능을 도입했다.
2016년 11월, 구글은 iOS 플랫폼용 Gmail 앱을 재디자인하여 "거의 4년 만에" 첫 번째 완전한 시각적 개편을 단행했다. 이 업데이트는 훨씬 더 많은 색상 사용, 매끄러운 전환, 그리고 "매우 요청이 많았던" 여러 기능 추가를 포함했다. 여기에는 전송 취소, 즉석 결과 및 철자 제안을 통한 빠른 검색, 그리고 스와이프하여 보관/삭제 기능이 포함된다.
2017년 5월, 구글은 안드로이드용 Gmail을 업데이트하여 피싱 공격으로부터 보호하는 기능을 추가했다. 언론들은 새로운 보호 기능이 같은 날 발생한 Gmail과 구글 Docs 문서 서비스를 조합한 광범위한 피싱 공격 와중에 발표되었다고 지적했다.
5월 말, 구글은 안드로이드와 iOS용 Gmail에 "스마트 답장" 기능을 추가한다고 발표했다. 구글의 Inbox by Gmail 서비스에 처음 도입된 "스마트 답장" 기능은 메시지에서 정보를 스캔하고 기계 지능을 사용하여 사용자가 선택적으로 편집하고 보낼 수 있는 세 가지 답장을 제안한다. 이 기능은 출시 시 영어로 제한되었으며, 스페인어 및 다른 언어는 나중에 추가될 예정이다.
Gmail 팀의 또 다른 앱인 Inbox by Gmail도 iOS 및 안드로이드 기기에서 사용할 수 있었다. 이 서비스는 2019년 4월에 중단되었다.
POP 또는 IMAP 프로토콜을 사용하여 서드파티 프로그램을 통해 Gmail에 액세스할 수 있다. 2019년, 구글은 안드로이드와 iOS 모바일 앱에 다크 모드를 출시했다.

## Inbox by Gmail
2014년 10월, 구글은 초대 전용으로 Inbox by Gmail을 출시했다. Gmail 팀에서 개발했지만 "완전히 다른 유형의 받은 편지함" 역할을 하는 이 서비스는 사용자들이 활성 이메일의 어려움을 해결하는 데 도움을 주기 위해 만들어졌다. 산만함, 메시지 속에 묻힌 중요한 정보를 찾는 어려움, 그리고 전보다 더 많은 이메일을 받는 문제 등을 언급하며, Inbox by Gmail은 Gmail과는 몇 가지 중요한 차이점을 가지고 있다. 여기에는 같은 주제의 이메일을 자동으로 묶어주는 번들, 메시지에서 핵심 정보를 띄워주는 하이라이트, 그리고 사용자가 적절한 시간에 수신 이메일을 처리하는 데 도움을 주는 알림, 도움, 다시 알림 기능 등이 포함된다.
Inbox by Gmail은 2015년 5월에 일반에 공개되었다. 2018년 9월, 구글은 해당 서비스의 주요 기능 대부분이 표준 Gmail 서비스에 통합되었으므로 2019년 3월 말에 해당 서비스를 중단할 것이라고 발표했다. 해당 서비스는 2019년 4월 2일에 중단되었다.

## 구글 제품과의 통합
2010년 8월, 구글은 Gmail의 구글 챗 인터페이스 내에서 통합 전화 서비스를 제공하는 플러그인을 출시했다. 이 기능은 처음에는 공식 이름이 없었으며, 구글은 이를 "Gmail 채팅의 구글 보이스"와 "Gmail에서 전화 걸기"로 모두 언급했다. 이 서비스는 24시간 동안 백만 건 이상의 통화를 기록했다. 2014년 3월, 구글 보이스는 중단되었고, 구글의 또 다른 통신 플랫폼인 구글 행아웃의 기능으로 대체되었다.
2010년 2월 9일, 구글은 Gmail과 통합된 새로운 소셜 네트워킹 도구인 구글 버즈를 시작하여 사용자들이 링크와 미디어, 그리고 상태 업데이트를 공유할 수 있게 했다. 구글 버즈는 2011년 10월에 중단되었고, 구글의 당시 새로운 소셜 네트워킹 플랫폼인 구글+의 새로운 기능으로 대체되었다.
Gmail은 2011년 12월에 구글+와 통합되었다. 이는 모든 구글 정보를 하나의 구글 계정으로 통합하고 중앙 집중식 구글+ 사용자 프로필을 갖추려는 노력의 일환이었다. 이러한 움직임에 대한 반발로 구글은 물러서서 2015년 7월부터 구글+ 사용자 계정 요구 사항을 제거하고 공개 프로필이 없는 개인 구글 계정만을 유지했다.
2013년 5월, 구글은 구글 월렛과 Gmail의 통합을 발표했다. 이를 통해 Gmail 사용자들은 이메일 첨부 파일로 돈을 보낼 수 있게 되었다. 발신자는 Gmail 계정을 사용해야 하지만, 수신자는 Gmail 주소를 사용할 필요가 없다. 이 기능은 거래 수수료가 없지만, 보낼 수 있는 금액에는 제한이 있다. 처음에는 웹에서만 사용할 수 있었지만, 2017년 3월에 미국 거주자를 대상으로 안드로이드 앱으로 확장되었다.
2016년 9월, 구글은 사용자의 Gmail 메시지 정보를 바탕으로 여행 카드를 자동으로 생성하는 앱인 구글 트립스를 출시했다. 여행 카드에는 항공권 및 렌터카와 같은 여정 세부 정보가 포함되어 있으며, 위치, 시간 및 관심사에 따라 활동, 음식 및 음료, 명소를 추천한다. 이 앱은 오프라인 기능도 제공한다. 2017년 4월, 구글 트립스는 몇 가지 중요한 기능을 추가하는 업데이트를 받았다. 이제 앱은 Gmail에서 버스 및 기차표도 스캔하고, 사용자가 수동으로 여행 예약을 입력할 수 있도록 한다. 사용자들은 여행 세부 정보를 다른 사용자의 이메일로 보낼 수 있으며, 수신자도 구글 트립스를 가지고 있다면 정보가 자신의 앱에서도 자동으로 사용 가능하게 된다.

## 보안

### 역사
구글은 출시 초기부터 보안 HTTPS를 지원했다. 처음에는 로그인 페이지에서만 기본 설정이었는데, 구글 엔지니어 아리엘 라이더아웃은 HTTPS가 "메일을 느리게 만들었다"고 언급했다. 그러나 사용자들은 로그인 후 받은 편지함에서 수동으로 보안 HTTPS 모드로 전환할 수 있었다. 2008년 7월, 구글은 설정 메뉴에서 토글을 통해 보안 모드를 수동으로 활성화하는 기능을 단순화했다.
2007년에 구글은 사이트 간 스크립팅 보안 문제를 해결하여 공격자가 Gmail 연락처 목록에서 정보를 수집할 수 없도록 했다.
2010년 1월, 구글은 모든 사용자에게 HTTPS를 기본값으로 적용하기 시작했다.
2012년 6월, 국가 지원 공격으로부터 사용자를 보호하기 위한 새로운 보안 기능이 도입되었다. 무단 계정 침해에 대해 사용자에게 경고하는 배너가 페이지 상단에 나타난다.
2014년 3월, 구글은 모든 Gmail 이메일의 전송 및 수신에 암호화된 HTTPS 연결이 사용될 것이며, "사용자가 보내거나 받는 모든 이메일 메시지(100% 모두)는 회사 시스템을 통해 내부적으로 이동하는 동안 암호화된다"고 발표했다.
가능한 경우, Gmail은 전송 계층 보안(TLS)을 사용하여 전송 및 수신되는 이메일을 자동으로 암호화한다. 웹 및 안드로이드 기기에서 사용자들은 메시지에 닫힌 또는 열린 빨간색 자물쇠가 있는지 확인하여 메시지가 암호화되었는지 확인할 수 있다.
Gmail은 모든 수신 및 발신 이메일의 첨부 파일에서 바이러스를 자동으로 스캔한다. 보안상의 이유로 실행 파일과 같은 일부 파일 형식은 이메일로 보낼 수 없다.
2017년 5월 말, 구글은 피싱 및 스팸 이메일을 식별하기 위해 기계 학습 기술을 적용하여 99.9%의 탐지 정확도를 달성했다고 발표했다. 또한 구글은 전체 이메일 중 약 0.05%에 해당하는 일부 메시지를 선택적으로 지연시켜 더 자세한 분석을 수행하고 알고리즘 개선을 위한 세부 정보를 취합할 것이라고 밝혔다.
2020년 11월, 구글은 공식 Gmail 클라이언트에서 클릭된 링크를 구글로 리디렉션하여 클릭 시간 링크 보호를 추가하기 시작했다.

### 전송 중 서드파티 암호화

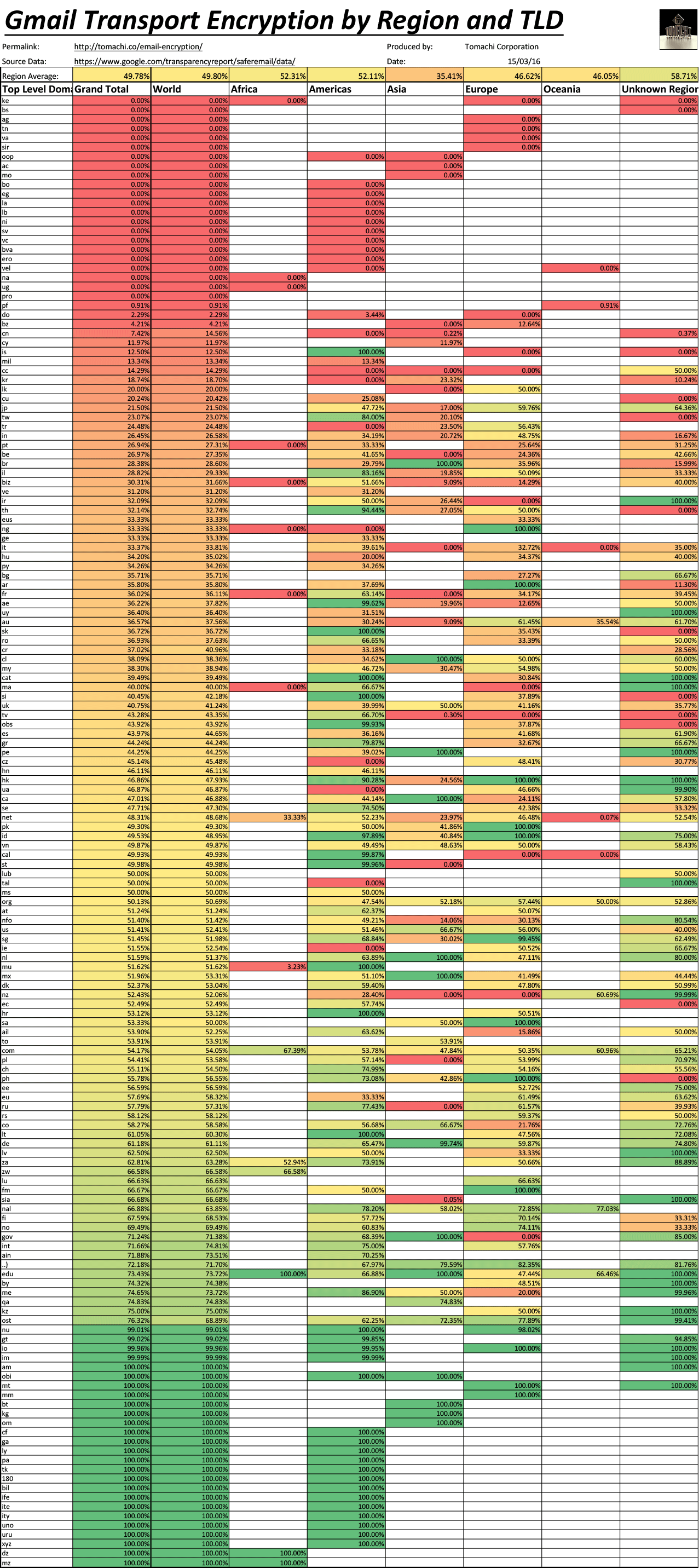
Gmail 국가별 전송 암호화

구글의 투명성 보고서의 "더 안전한 이메일" 섹션에서는 Gmail과 서드파티 이메일 제공업체 간에 전송 중 암호화된 이메일의 비율에 대한 정보를 제공한다.

### 2단계 인증
Gmail은 2단계 인증을 지원한다. 이는 사용자가 로그인할 때 계정을 보호하기 위한 선택적 추가 조치이다.
활성화되면, 사용자들은 새 장치에서 사용자 이름과 비밀번호를 입력한 후 두 번째 방법으로 신원을 확인해야 한다. 일반적인 방법으로는 문자 메시지를 통해 사용자의 휴대폰으로 전송된 코드를 입력하거나, Google OTP 스마트폰 앱을 사용하여 코드를 입력하거나, 안드로이드/iOS 장치에서 프롬프트에 응답하거나 또는 컴퓨터의 USB 포트에 물리적 보안 키를 삽입하는 것이 있다.
2단계 인증을 위한 보안 키 사용은 2014년 10월부터 옵션으로 제공되었다.

### 24시간 잠금
구글이 "계정이 침해되었음을 나타낼 수 있는 비정상적인 사용"을 감지하면, 감지된 활동 유형에 따라 계정이 1분에서 24시간 동안 자동으로 잠길 수 있다. 잠금 이유로는 다음이 나열된다.
- 짧은 시간 내에 POP/IMAP 클라이언트에서 많은 양의 메일을 수신, 삭제 또는 다운로드하는 경우.
- 전달에 실패하는 많은 수의 메시지를 보내는 경우.
- 자동으로 계정에 로그인하는 소프트웨어를 사용하는 경우.
- 여러 Gmail 인스턴스를 열어 두는 경우.

### 아동 포르노 방지 정책
구글은 Gmail 서버와 실종 착취 아동을 위한 국립 센터 (NCMEC)와 협력하여 전 세계에서 학대받는 아동들을 찾음으로써 아동 포르노와 싸우고 있다. NCMEC와의 협력을 통해 구글은 아동 포르노 이미지 데이터베이스를 구축한다. 각 이미지에는 해시라고 알려진 고유한 숫자 번호가 부여된다. 구글은 이어서 Gmail을 스캔하여 고유한 해시를 찾는다. 의심스러운 이미지가 발견되면 구글은 해당 사건을 해당 국가 당국에 보고한다.

## 역사

2020년까지 사용된 Gmail 로고

Gmail에 대한 아이디어는 폴 부크헤잇이 대중에게 발표되기 몇 년 전부터 개발되었다. 이 프로젝트는 코드명 카리부(Caribou)로 알려졌다. 초기 개발 단계에서는 프로젝트가 구글 자체 엔지니어 대부분에게 비밀로 유지되었다. 프로젝트가 개선되면서 이러한 상황은 바뀌었고, 2004년 초에는 대부분의 직원들이 회사의 내부 이메일 시스템에 접근하기 위해 Gmail을 사용하고 있었다.
Gmail은 2004년 4월 1일, 구글에 의해 제한된 베타 출시로 일반에 발표되었다.
2006년 11월, 구글은 휴대폰용 자바 기반 Gmail 애플리케이션을 제공하기 시작했다.
2007년 10월, 구글은 Gmail이 사용하는 코드의 일부를 다시 작성하는 프로세스를 시작했다. 이는 서비스를 더 빠르게 하고 사용자 지정 키보드 단축키 및 특정 메시지와 이메일 검색을 북마크하는 기능과 같은 새로운 기능을 추가할 것이다. Gmail은 2007년 10월에 IMAP 지원도 추가했다.
2008년 1월경 업데이트로 Gmail의 자바스크립트 사용 요소가 변경되었고, 일부 사용자가 사용하던 서드파티 스크립트가 실패하는 결과를 초래했다. 구글은 이 문제를 인정하고 사용자들에게 해결 방법을 제공했다.
Gmail은 2009년 7월 7일에 베타 상태를 종료했다.
2013년 12월 이전에는 사용자가 이메일의 이미지를 보려면 승인해야 했는데, 이는 보안 조치로 작동했다. 2013년 12월에 구글은 이미지 처리 개선을 이유로 이 기능을 변경하여 사용자 승인 없이 이미지를 볼 수 있도록 했다. 이제 이미지는 원래 외부 호스트 서버 대신 구글의 보안 프록시 서버를 통해 라우팅된다. 마케팅랜드는 이미지 처리 변경으로 인해 이메일 마케터들이 더 이상 수신자의 IP 주소나 수신자가 사용하는 장치 종류에 대한 정보를 추적할 수 없게 될 것이라고 지적했다. 그러나 Wired는 새로운 변경으로 인해 발신자가 이메일이 처음 열린 시간을 추적할 수 있다고 언급했다. 이는 이미지의 초기 로딩에 시스템이 원래 서버에 "콜백"을 해야 하기 때문이다.

### 성장
2012년 6월, 구글은 Gmail이 전 세계적으로 4억 2천 5백만 명의 활성 사용자를 보유하고 있다고 발표했다. 2015년 5월, 구글은 Gmail이 9억 명의 활성 사용자를 보유하고 있으며, 그 중 75%가 모바일 기기에서 서비스를 사용하고 있다고 발표했다. 2016년 2월, 구글은 Gmail의 활성 사용자가 10억 명을 넘어섰다고 발표했다. 2017년 7월, 구글은 Gmail의 활성 사용자가 12억 명을 넘어섰다고 발표했다.
비즈니스 분야에서 쿼츠는 2014년 8월에 미국의 세 가지 주요 범주(가장 큰 포춘 50 기업, 중간 규모의 기술 및 미디어 기업, 그리고 마지막 Y 콤비네이터 인큐베이터 클래스 출신 스타트업)에서 조사한 150개 기업 중 구글 자체만이 Gmail을 사용했으며, 중간 규모 기업의 60%와 스타트업 기업의 92%가 Gmail을 사용하고 있다고 보도했다.
2014년 5월, Gmail은 구글 플레이 스토어에서 안드로이드 기기에 10억 번 설치된 최초의 앱이 되었다.

### Gamil Design 회사와 오타
Gmail이 도입되기 전, 롤리 (노스캐롤라이나주)에 위치한 Gamil Design이라는 제품 및 그래픽 디자인 회사의 웹사이트는 월 3,000건의 방문수를 기록했다. 2004년 5월, 실수로 Gamil 사이트에 여러 번 접속한 구글 엔지니어가 회사에 연락하여 트래픽 증가를 경험했는지 문의했다. 실제로 사이트 활동은 두 배로 늘어났다. 2년 후, 월 600,000건의 방문수를 기록하면서 인터넷 서비스 제공자는 더 많은 요금을 청구하려 했고, Gamil은 자사 사이트에 "Gmail을 잘못 입력하여 여기에 오셨을 수 있습니다. 이해합니다. 빠르게 타이핑하는 것이 저희의 가장 강점은 아닙니다. 하지만 여기까지 오셨으니, 공유합시다."라는 메시지를 게시했다.

## 구글 워크스페이스
구글 워크스페이스(이전 G Suite)의 일환으로, 구글의 비즈니스 중심 서비스인 Gmail은 다음과 같은 추가 기능을 제공한다.
- 고객의 도메인 이름으로 된 이메일 주소(@yourcompany.com)
- 유지보수를 위한 예약된 다운타임 없이 99.9% 보장된 가동 시간[130]
- 요금제에 따라 30GB 또는 구글 드라이브와 공유되는 무제한 저장 공간
- 연중무휴 전화 및 이메일 지원
- 마이크로소프트 아웃룩 및 기타 이메일 제공업체와의 동기화 호환성
- 구글 워크스페이스 마켓플레이스에서 구매한 서드파티 앱을 Gmail과 통합하는 추가 기능 지원[131][132][133]

## 반응
Gmail은 Ajax를 초기에 채택하여 웹 개발자들 사이에서 주목받았다.

### 수상
Gmail은 PC 월드의 "2005년 100대 최고 제품"에서 모질라 파이어폭스에 이어 2위를 차지했다. Gmail은 또한 2005년 Bottom Line 디자인 어워드에서 '명예로운 언급'을 수상했다. 2006년 9월, 포브스는 Gmail을 소규모 기업을 위한 최고의 웹 메일 애플리케이션으로 선정했다. 2006년 11월, Gmail은 PC World에서 별 4개 등급을 받았다.

## 비판

### 개인 정보 보호
구글은 모든 서비스를 포괄하는 하나의 개인 정보 보호 정책을 가지고 있다.
구글은 "인종, 종교, 성적 지향, 건강 또는 민감한 금융 범주와 같은 민감한 정보를 기반으로 광고를 타겟팅하지 않을 것"이라고 주장한다.

### 이메일 콘텐츠의 자동 스캔
구글의 메일 서버는 스팸 필터링 및 악성 코드 감지 등 여러 목적으로 이메일을 자동으로 스캔하며 (2017년까지는 이메일 옆에 문맥에 맞는 광고를 추가하기도 했다).
프라이버시 옹호자들은 이러한 관행에 대해 우려를 제기했다. 우려 사항에는 기계가 이메일 콘텐츠를 읽을 수 있도록 허용하는 것(사람이 아닌)이 구글이 무제한의 정보를 영구적으로 보관할 수 있게 할 수 있다는 점, 데이터의 자동 백그라운드 스캔이 이메일 사용의 사생활 기대를 줄이거나 침해할 위험을 높인다는 점, 이메일에서 수집된 정보가 현재 관련성이 없어진 후에도 몇 년 동안 구글에 의해 보관되어 사용자에 대한 완전한 프로필을 구축할 수 있다는 점, 다른 이메일 제공업체에서 보낸 이메일은 구글의 개인 정보 보호 정책 또는 서비스 약관에 동의하지 않았음에도 불구하고 스캔된다는 점, 구글이 개인 정보 보호 정책을 일방적으로 변경할 수 있으며 사소한 변경 사항은 사용자에게 알리지 않고도 할 수 있다는 점, 법정에서 정부 및 조직이 이메일 통신을 법적으로 감시하기 더 쉬워질 수 있다는 점, 언제든지 구글이 현재 회사 정책을 변경하여 이메일의 정보를 다른 서비스 사용에서 수집된 데이터와 결합할 수 있다는 점, 그리고 구글 시스템의 내부 보안 문제가 잠재적으로 많은 사용자(또는 모든 사용자)를 노출시킬 수 있다는 점 등이 포함된다.
2004년, 31개의 프라이버시 및 시민 자유 단체는 구글에게 프라이버시 문제가 적절히 해결될 때까지 Gmail 서비스를 중단할 것을 촉구하는 서한을 보냈다. 이 서한은 또한 구글에게 데이터 보존 및 사업 부서 간의 데이터 공유에 대한 서면 정보 정책을 명확히 할 것을 요구했다. 이 단체들은 구글이 광고 배치를 목적으로 모든 수신 메시지의 텍스트를 스캔할 계획에 대해서도 우려를 표명하며, 서드파티 광고 콘텐츠 삽입을 위한 기밀 이메일 스캔이 이메일 서비스 제공업체와의 암묵적 신뢰를 위반한다고 지적했다.
2017년 6월 23일, 구글은 2017년 하반기에 개인정보를 통해 수집된 다른 구글 서비스의 데이터에 의존하여 문맥 광고 생성을 위한 이메일 콘텐츠 스캔을 단계적으로 중단할 것이라고 발표했다. 회사는 이러한 변경이 자사의 관행을 명확히 하고, 무료 소비자 버전과 유료 전문가 버전(후자는 광고 없음) 간의 모호한 구분에 불만을 품고 있던 기업 G Suite (현재 구글 워크스페이스) 고객들의 우려를 해소하기 위한 것이라고 밝혔다.

### 소송
2011년 3월, 텍사스주의 전 Gmail 사용자가 구글을 고소했다. 그는 Gmail 서비스가 관련 광고를 제공하기 위해 이메일 메시지를 스캔함으로써 사용자의 개인 정보 보호를 침해한다고 주장했다.
2012년 7월, 일부 캘리포니아 주민들은 구글과 Yahoo!에 대해 두 건의 집단 소송을 제기했다. 이들은 비 Gmail 또는 비 Yahoo! 이메일 사용자가 Gmail 및 Yahoo! 수신자에게 보낸 이메일을 발신자의 지식, 동의 또는 허락 없이 불법적으로 가로챈다고 주장했다. 이 소송에서 구글 변호사가 제출한 동의서는 Gmail 사용자들이 "개인 정보 보호에 대한 기대가 없다"고 인정했다.

2013년 8월 소비자 감시 단체인 Consumer Watchdog이 발견한 법원 서류에 따르면, 구글은 법원 서류에서 Gmail 사용자들이 이메일의 기밀성에 대해 "합리적인 기대"를 하지 않는다고 명시했다. 2013년 5월에 제기된 소송에 대한 응답으로 구글은 다음과 같이 설명했다.
"...모든 이메일 사용자는 필연적으로 자신의 이메일이 자동 처리될 것으로 예상해야 합니다... 편지를 비즈니스 동료에게 보내는 사람이 수신자의 비서가 편지를 여는 것에 놀라지 않는 것처럼, 오늘날 웹 기반 이메일을 사용하는 사람들은 통신이 수신자의 ECS(전자 통신 서비스) 제공업체에 의해 전달 과정에서 처리되는 것에 놀라지 않을 수 없습니다.
구글 대변인은 2013년 8월 15일 언론에 구글이 Gmail 사용자의 "개인 정보 보호 및 보안 우려"를 "매우 심각하게" 받아들인다고 밝혔다.

### 2014년 4월 서비스 약관 업데이트
구글은 2014년 4월에 Gmail의 서비스 약관을 업데이트하여 이메일 콘텐츠 스캔과 관련하여 사용자에게 완전한 투명성을 제공했다. 관련 개정안에는 "당사의 자동화된 시스템은 맞춤형 검색 결과, 맞춤형 광고, 스팸 및 멀웨어 감지 등 개인에게 관련성이 높은 제품 기능을 제공하기 위해 귀하의 콘텐츠(이메일 포함)를 분석합니다. 이 분석은 콘텐츠가 전송, 수신, 저장될 때 발생합니다."라고 명시되어 있다. 구글 대변인은 구글이 자사의 정책을 "사용자들이 간단하고 쉽게 이해할 수 있도록" 만들기를 원한다고 설명했다.
업데이트에 대한 응답으로 오픈 라이츠 그룹의 전무이사 짐 킬록은 다음과 같이 말했다. "구글이 정말 위험하게 하는 일은 구글 애널리틱스에 보관된 정보, 광고의 쿠키, 그리고 개별 계정에 대해 수행할 수 있는 프로파일링과 같은 것들이다."

### 마이크로소프트의 구글 공격 광고 캠페인
2013년, 마이크로소프트는 구글이 이메일 메시지를 스캔하는 것에 대해 공격적인 광고 캠페인을 시작했다. 마이크로소프트는 대부분의 소비자들이 구글이 개인 메시지를 모니터링하여 타겟 광고를 제공한다는 사실을 인지하지 못한다고 주장했다. 마이크로소프트는 자사의 이메일 서비스 아웃룩은 메시지 내용을 스캔하지 않으며, 마이크로소프트 대변인은 개인 정보 보호 문제가 "구글의 약점"이라고 말했다. 이에 대해 구글은 다음과 같이 밝혔다. "저희는 광고가 안전하고, 방해되지 않으며, 관련성이 있도록 최선을 다하고 있습니다. ...광고나 관련 정보를 보여주기 위해 귀하의 이메일이나 구글 계정 정보를 사람이 읽는 경우는 없습니다. 우선 순위 받은 편지함이나 스팸 필터링과 같은 기능에 사용되는 것과 유사한 자동화된 알고리즘이 어떤 광고를 보여줄지 결정합니다." 뉴욕 타임스는 "구글 지지자들"을 인용하며, "마이크로소프트의 광고는 저속하며, 제품이라는 더 고상한 전쟁터에서 구글과 경쟁하는 데 성공하지 못한 회사의 마지막 수단"이라고 말했다.

### 기타 개인 정보 보호 문제

#### 2010년 중국발 공격
2010년 1월, 구글은 중국에서 시작된 "매우 정교한" 사이버 공격을 인프라에서 감지했다. 공격의 목표는 중국 인권 운동가들이었지만, 구글은 유럽, 미국, 중국의 인권 운동가들의 계정이 "제3자에 의해 일상적으로 접근"되었음을 발견했다. 또한 구글은 조사 결과 "적어도" 20개 이상의 다양한 산업 분야(인터넷, 금융, 기술, 미디어, 화학 분야 포함)의 대기업들이 유사한 표적이 되었음을 밝혔다. 구글은 해당 기업들에게 통지하는 중이었으며, 관련 미국 당국과도 협력했다. 이러한 공격에 비추어 구글은 인프라의 보안과 아키텍처를 강화했으며, 개별 사용자에게는 컴퓨터에 백신 및 스파이웨어 방지 소프트웨어를 설치하고, 운영 체제와 웹 브라우저를 업데이트하며, 인터넷 링크를 클릭하거나 인스턴트 메시지 및 이메일에서 개인 정보를 공유할 때 주의할 것을 권고했다.

#### 소셜 네트워크 통합
2010년 2월, Gmail과 연결된 현재는 존재하지 않는 소셜 네트워크인 구글 버즈의 출시는 기본 설정을 변경하지 않으면 사용자의 연락처 세부 정보를 공개적으로 공유한다는 이유로 즉시 비판을 받았다. 2014년 1월에 새로운 Gmail 기능이 출시되어, 사용자들이 수신자의 이메일 주소를 몰라도 구글+ 계정을 가진 사람들에게 이메일을 보낼 수 있게 되었다. 전자 사생활 정보 센터의 회장 마크 로텐버그는 이 기능을 "문제적"이라고 부르며, 구글 버즈 출시 당시의 초기 개인 정보 보호 결함과 비교했다.

#### DoubleClick 개인 정보 보호 정책 업데이트
2016년 6월, 프로퍼블리카의 줄리아 앵윈은 구글의 업데이트된 개인 정보 보호 정책에 대해 기사를 썼다. 이 정책은 구글이 DoubleClick 웹 브라우징 쿠키 정보를 다른 서비스의 개인 식별 정보와 결합하지 않을 것이라고 명시했던 조항을 삭제했다. 이러한 변경으로 구글은 다양한 구글 서비스에서 사용자의 개인 식별 정보를 병합하여 각 사용자를 위한 하나의 통합된 광고 프로필을 만들 수 있게 되었다. 기사 출판 후 구글은 프로퍼블리카에 연락하여 Gmail 키워드를 광고 타겟팅에 포함하지 않을 것이라고 밝혔다.

### 서비스 중단
Gmail은 2009년에 적어도 7번의 서비스 중단을 겪었으며, 이는 서비스의 신뢰성에 대한 의문을 제기했다. 2011년 2월 28일에는 새로운 서비스 중단이 발생했는데, 버그로 인해 Gmail 계정이 비어 있는 것처럼 보였다. 구글은 블로그 게시물에서 "이메일이 사라진 적은 없으며" 복원 작업이 진행 중이라고 밝혔다. 다른 서비스 중단은 2012년 4월 17일, 2013년 9월 24일, 2014년 1월 24일, 2019년 1월 29일 및 2020년 8월 20일에 발생했다.
구글은 "Gmail은 모든 사용자에게 99.9% 이상 가용성을 유지하며, [2009년 서비스 중단]과 같은 사건이 드물다는 점을 계속해서 중요하게 생각하고 있다"고 밝혔다.

### "대신하여"(On behalf of) 태그
2009년 5월, 뉴욕 타임스 블로그에 파라드 만주는 Gmail의 "대신하여"(On behalf of) 태그에 대해 글을 썼다. 만주는 "문제는 Gmail 통합 받은 편지함에서 외부 메일을 보내려고 할 때, Gmail이 받는 사람에게 실제로는 Gmail을 사용하고 있다는 태그를 추가한다는 점이다. 만약 받는 사람이 마이크로소프트 아웃룩을 사용한다면, 'youroffice@domain.com이 yourgmail@gmail.com 대신하여 보냄'과 같은 메시지를 볼 수 있다."라고 설명했다. 만주는 또한 "구글은 이 태그를 추가하는 이유가 받는 사람에게 이메일이 스팸으로 간주되는 것을 방지하기 위함이라고 설명한다. 즉, 이메일이 그 출처에 대해 정직하다면 스팸 검사 소프트웨어에 의해 의심을 받지 않아야 한다는 이론이다."라고 썼다. 다음 7월, 구글은 "대신하여" 태그를 제거하는 새로운 옵션을 발표했다. 이는 Gmail 서버를 사용하는 대신 다른 이메일 주소의 서버에서 이메일을 보내는 방식이었다.

## 같이 보기
- 메일 서버 비교
- 웹 메일 제공업체 비교
- 구글의 제품 목록